# Scandal (videójáték)
A Scandal (スキャンダル) kalandjáték, amelyet a Sugar & Rockets fejlesztett és a Sony Computer Entertainment jelentett meg 2000. június 29-én Japánban. A játék a Jarudora sorozat ötödik tagja, az első amely PlayStation 2 videójáték-konzolra jelent meg. A sorozat összes többi játékával szemben a Scandalt nem írták át PlayStation Portable kézikonzolra. A Scandal átvezetőjeleneteit a Production I.G animestúdió készítette el. A DVD lemez nagyobb tárolókapacitásának köszönhetően az összes szereplő mondandóját szinkronizálták. A játék zárófőcím-dalát, a Loverst a Hysteric Blue rockegyüttes adja elő.

## Szereposztás
- Kitazava Szaki (北沢沙紀?) — Takano Urara
- Rjó (リョウ?) — Ebara Maszasi
- Kagami Tacuja (加々美達矢?) — Kojaszu Takehito
- Haedzsima (ハエジマ?) — Mugihito
- Szavaki Ren (澤木蓮?) — Szuzumura Kenicsi
- Mocsizuki Nodoka (望月のどか?) — Ucsikava Ai
- Sanmao (シャンマオ?) — Kacuki Maszako
- Raosú (シャンマオ?) — Isimori Takkó
- Onozuka nyomozó (小野塚警部?) — Kanao Tecuo
- Kitazava Akira (北沢彰?) — Ótomo Rjúzaburó
- Izumi Szajaka (和泉沙耶香?) — Horie Jui
- Kuroki Reiko (黒樹玲子?) — Kasivakura Cutomu
- Főszerkesztő (編集長?) — Nagaszako Takasi
- Recepciós (受付嬢?) — Nakanisi Jumiko
- Baito  (バイト?) — Josino Hirojuki
- Nyomozók (捜査員?) — Hasimoto Maszaja és Szudó Akinori

## Fogadtatás
A játékból a megjelenésének évében 74 433 példány kelt el Japánban, ezzel az év százötvenkilencedik legkelendőbb játéka volt.